# Consumer to business
Le consumer to business (C2B) est un modèle d'entreprise (business model) dans lequel les consommateurs (les particuliers) sont au service de l’entreprise en apportant un produit ou une prestation, et non le contraire comme c’est le cas traditionnellement.
Ce type de système économique est qualifié de modèle d'entreprise inversé. Deux évènements ont rendu possible l’émergence de ce nouveau type de relation commerciale : D’une part, l’avènement des réseaux informatiques a permis à moindre frais de mettre en relation un très grand nombre de personnes ; d’autre part, le développement des technologies et la baisse des coûts qu’il a engendré, a donné aux particuliers accès à des technologies autrefois réservées aux entreprises (ordinateurs, moyens d’impressions et d’acquisition numériques, logiciels).